# 稲荷神社 (浦安市)
稲荷神社（いなりじんじゃ）は、千葉県浦安市当代島にある神社。地名を冠して、当代島稲荷神社（とうだいじまいなりじんじゃ）とも。

## 歴史
1689年（元禄2年）に創建された。武蔵国葛飾郡下小岩村（現・東京都江戸川区東小岩）の善養寺の境内にあった境内社を移したものという。
江戸時代後期より社殿の損傷が激しくなったため、1871年（明治4年）に改築がなされている。しかし1944年（昭和19年）の空襲で破壊されたので、1959年（昭和34年）に再建された。その後の地盤沈下もあったため、1984年（昭和59年）に地面の嵩上げ工事とともに、社殿を建て直した。
境内には「大鯨の碑」がある。これは1875年（明治8年）に三枚洲の干潟に取り残された大鯨を捕獲したことを記念する石碑である。この鯨は当時の価格で200円の高値で売れたという。

## 文化財
- 大鯨の碑（浦安市指定有形文化財 平成11年2月22日指定）[4]

## 交通アクセス
- 浦安駅より徒歩15分。